# George Rickey
George Warren Rickey (South Bend (Indiana), 6 juni 1907 - Saint Paul (Minnesota), 17 juli 2002) was een Amerikaanse beeldhouwer, die grote bekendheid verwierf met kinetische sculpturen.

## Leven en werk
Rickey werd in 1907 geboren in South Bend, Indiana. Toen hij nog een kind was, verhuisde zijn vader, een functionaris bij de Singer Corporation, met de familie naar Helensburgh, Schotland. Rickey kreeg zijn opleiding aan het Glenalmond College en studeerde geschiedenis aan het Balliol College in Oxford. Hij reisde gedurende een korte periode in Europa en volgde een studie kunst in Parijs. Hij keerde terug naar de Verenigde Staten en werd leraar.
In 1942 nam Rickey dienst in het Amerikaanse leger bij de engineering service. Na zijn ontslag uit dienst studeerde hij kunst aan de New York University Institute of Fine Arts en vervolgens aan het Chicago Institute of Design. Rickey ging doceren aan diverse colleges en instituten waaronder het Muhlenberg College en Indiana University. Daar ontmoette hij David Smith, door wiens werk hij enorm werd geïnspireerd.
Vroeg in de vijftiger jaren van de 20e eeuw begon Rickey zijn aandacht te verleggen van schilderen naar beeldhouwen. Hij ving aan kinetische beelden te creëren. In zijn werk combineerde Rickey zijn liefde voor techniek met de liefde voor de solide schoonheid van Smiths kubistische vormen en de mobiles van Alexander Calder. Rickey was in staat beelden te ontwerpen, waarvan de metalen delen bewogen bij de minste bewegingen van de wind. Deze metalen delen waren vaak groot en honderden kilo's zwaar.
De meeste van zijn werken creëerde hij in zijn atelier in East Chatham, NY, waarheen hij was verhuisd nadat hij een professoraat had aanvaard aan het Rensselaer Polytechnic Institute in Troy, NY. Hij heeft een korte periode ook in Berlijn gewoond en gewerkt. In zijn latere jaren verdeelde hij zijn tijd tussen zijn huis en East Chatham, Santa Barbara, Californië. Hij stierf in 2002 op de leeftijd van 95 jaar in zijn huis in Saint Paul Minnesota.
Rickey geldt als een belangrijke vertegenwoordiger van het neo-constructivisme.

## Werken in Nederland
- Rotterdam, Binnenwegplein: Two Turning Vertical Rectangles
- Otterlo, Beeldenpark van het Kröller-Müller Museum: Two Vertical, Three Horizontal Lines (1965-1966)
- Rotterdam, Schouwburgplein: Three Columns (1989)
- Schiedam, vijver Prinses Beatrixpark: Horizontal Column of Five Squares Excentric II (1994) - geplaatst in 1998

## Fotogalerij

"Vier Vierecke im Geviert", 1969, staal, Berlijn
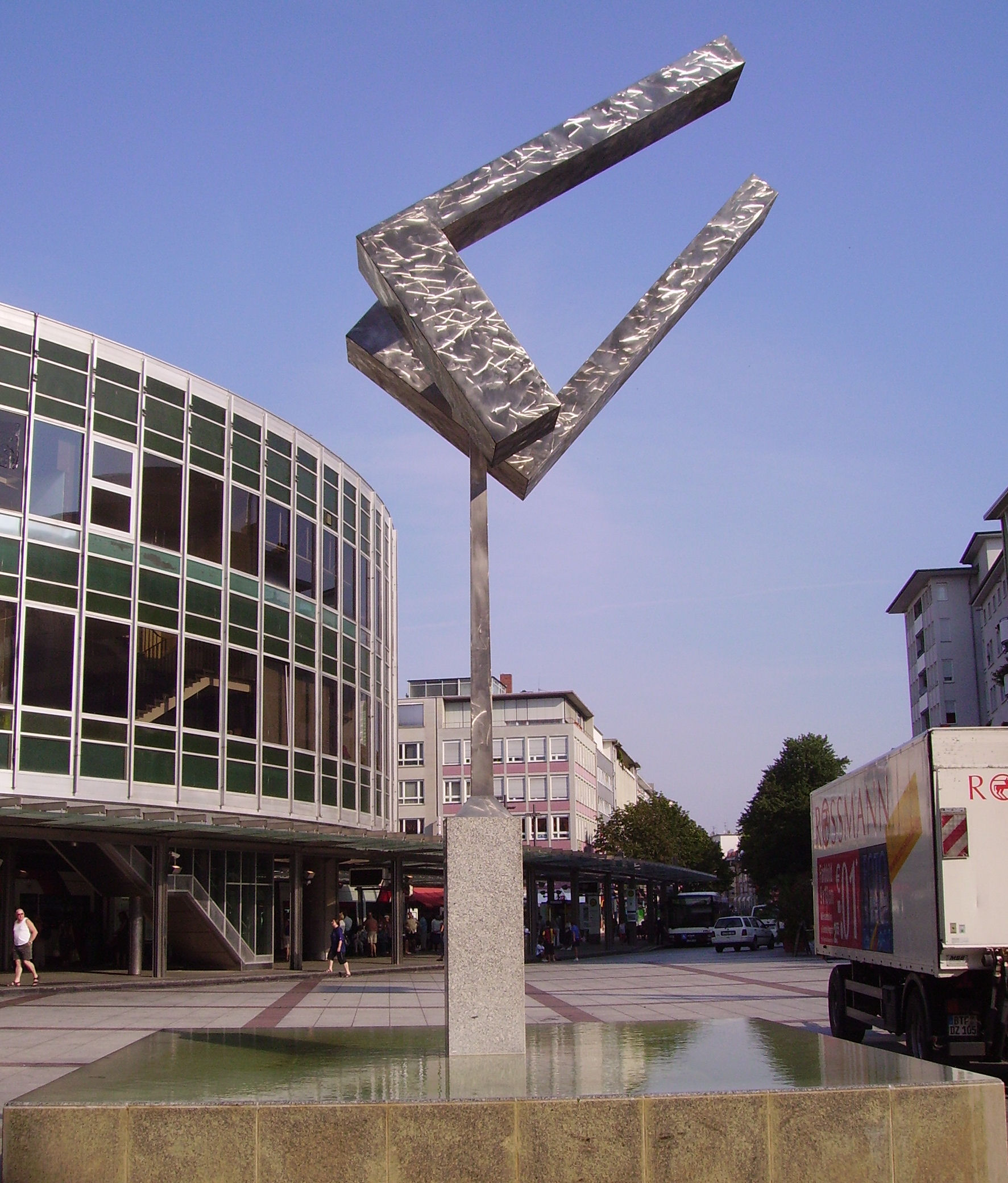
Kinetische kunst "Conversation" 1999 in Ludwigshafen, Duitsland
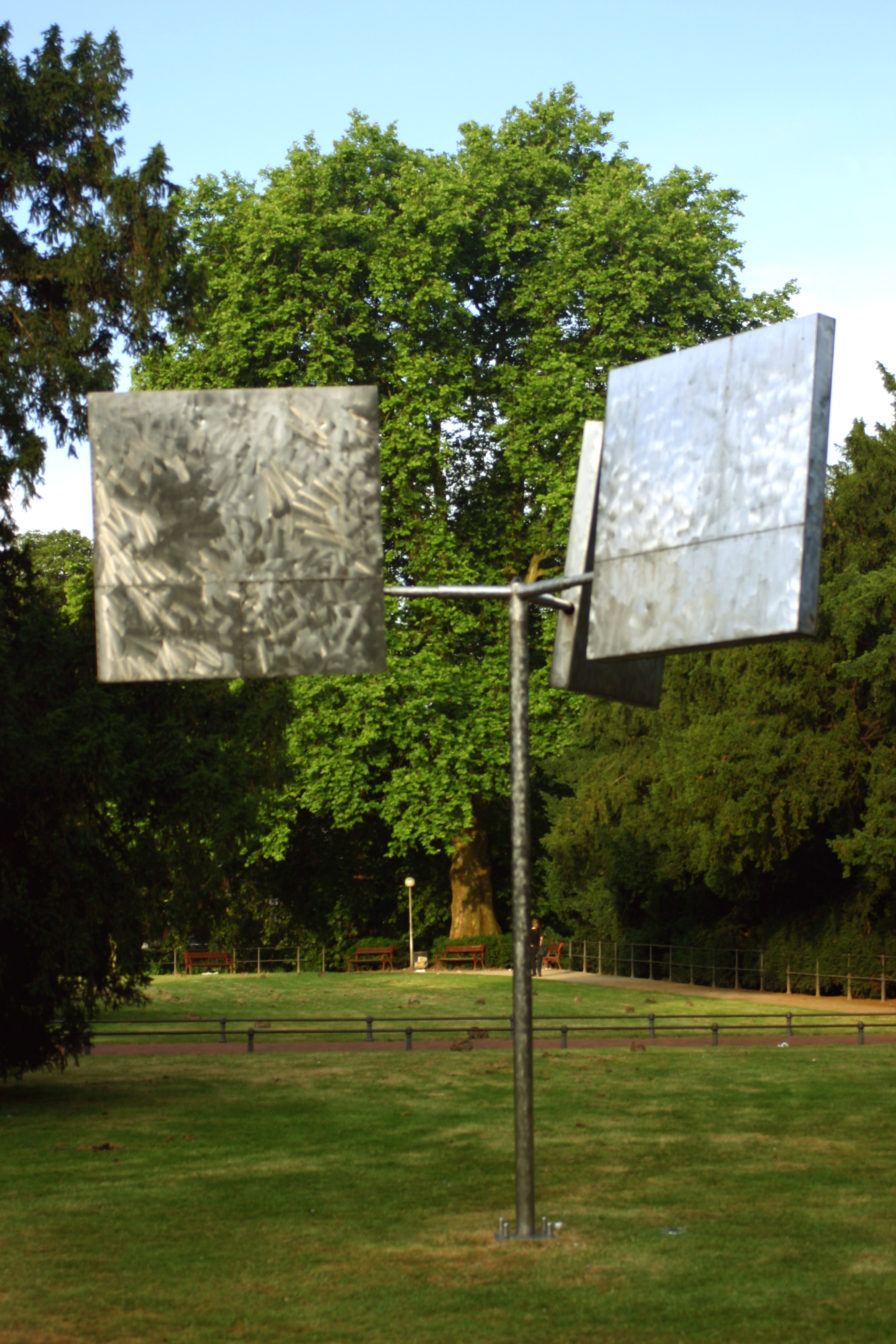
” Drei rotierende Quadrate”, Duitsland
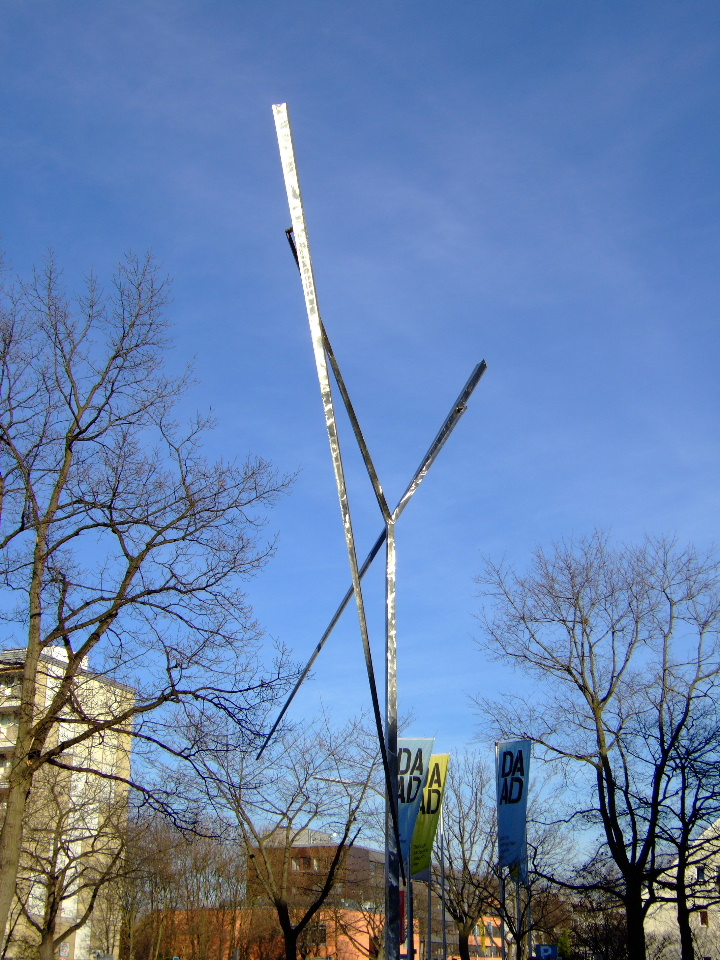
Kinetic art sculpture in Duitsland
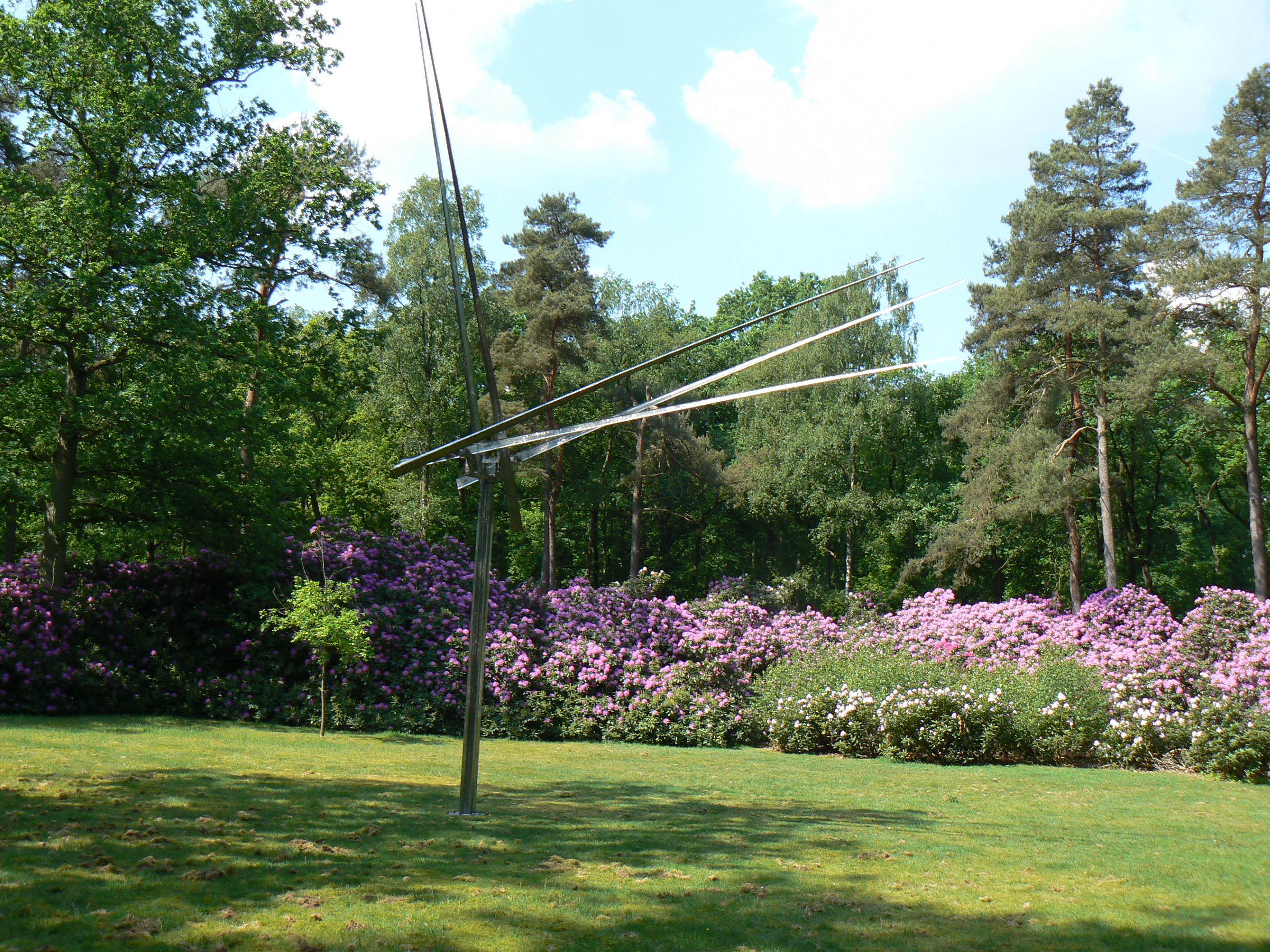
Kröller-Müller Museum, Otterlo
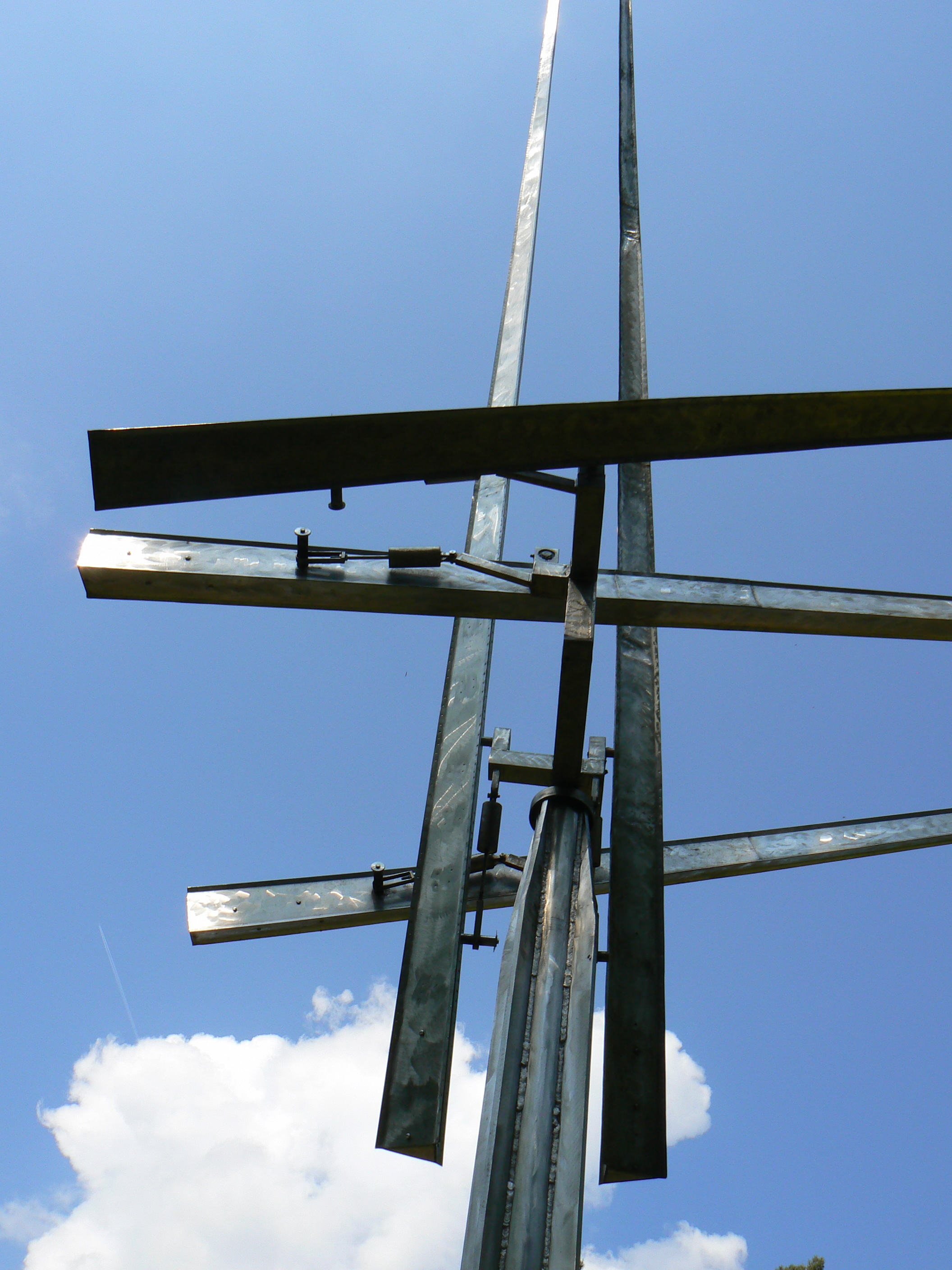
Two vertical, three horizontal lines in Otterlo
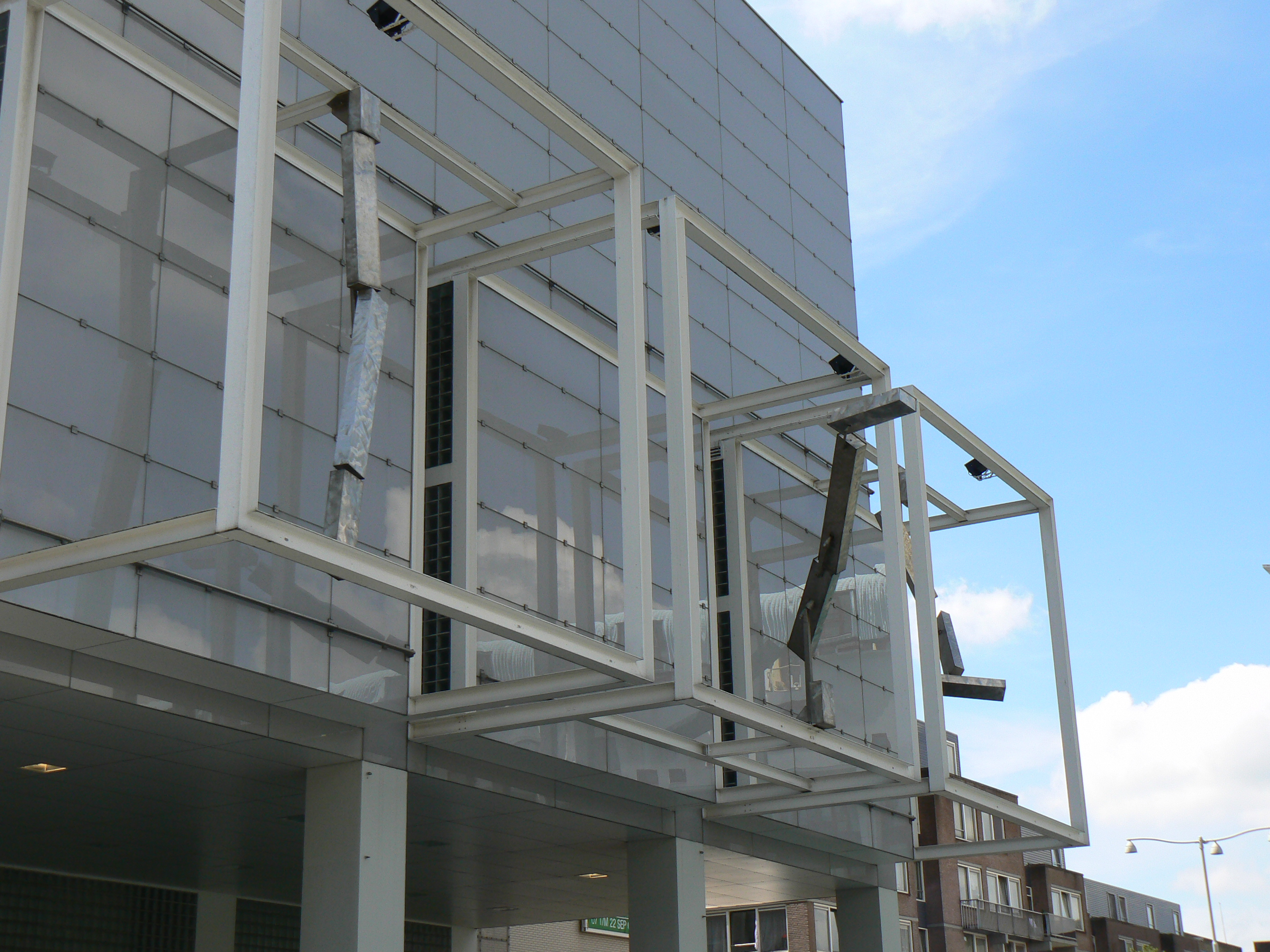
Kinetic sculpture (1989) in Rotterdam
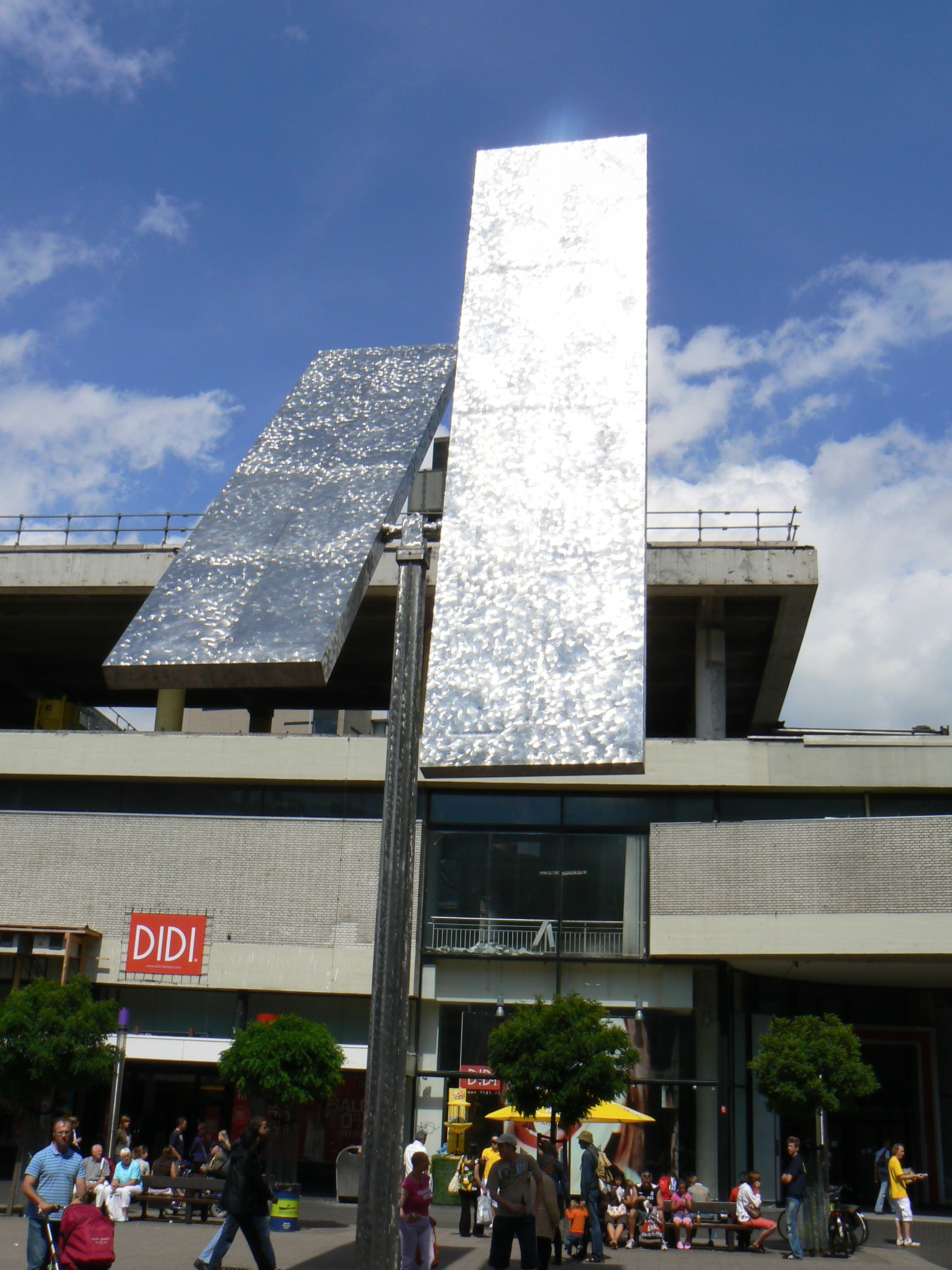
Two Turning Vertical Rectangles (1971)
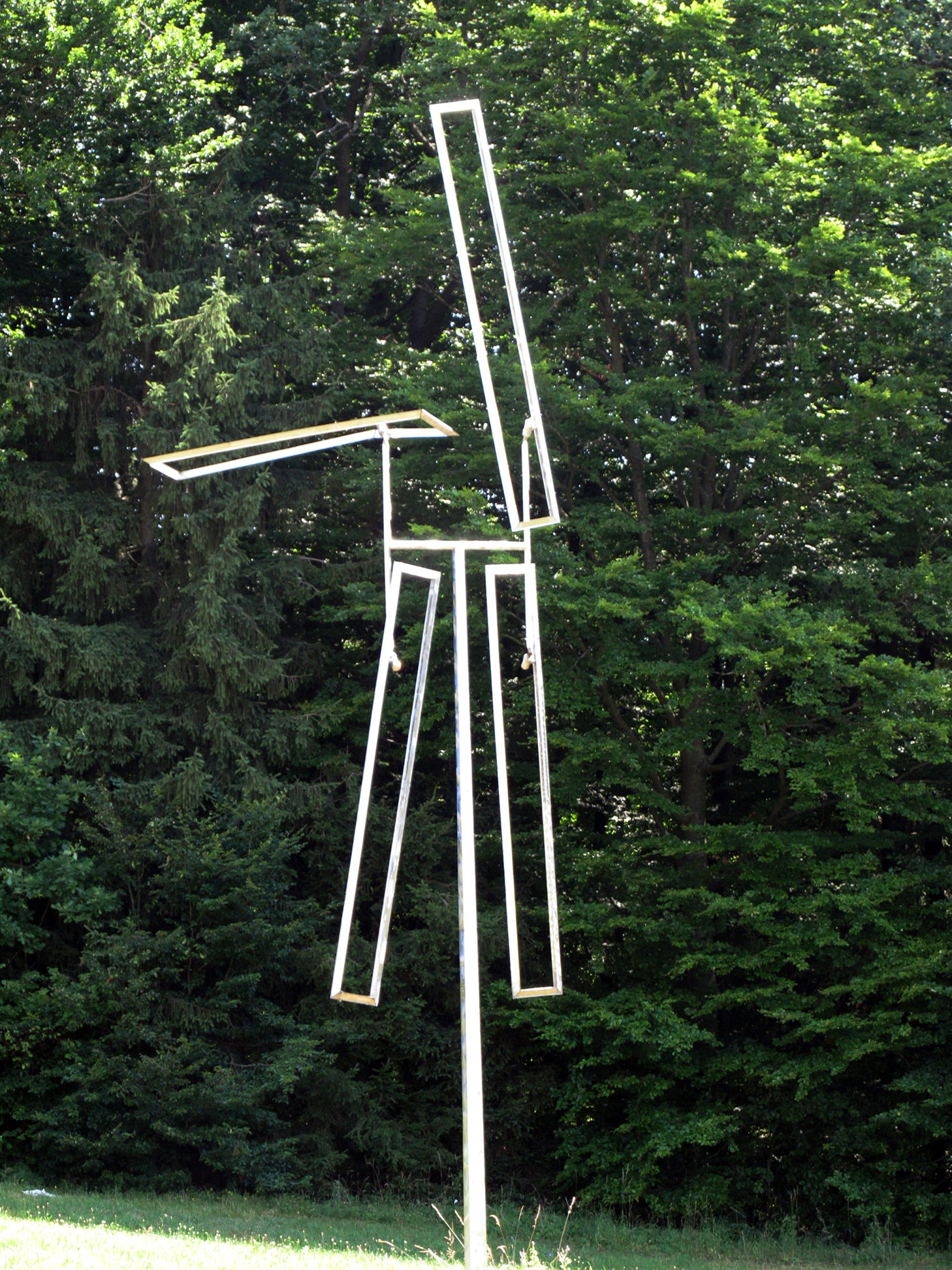
Four Open Rectangles Excentric (1977), Kunstpfad Universität Ulm
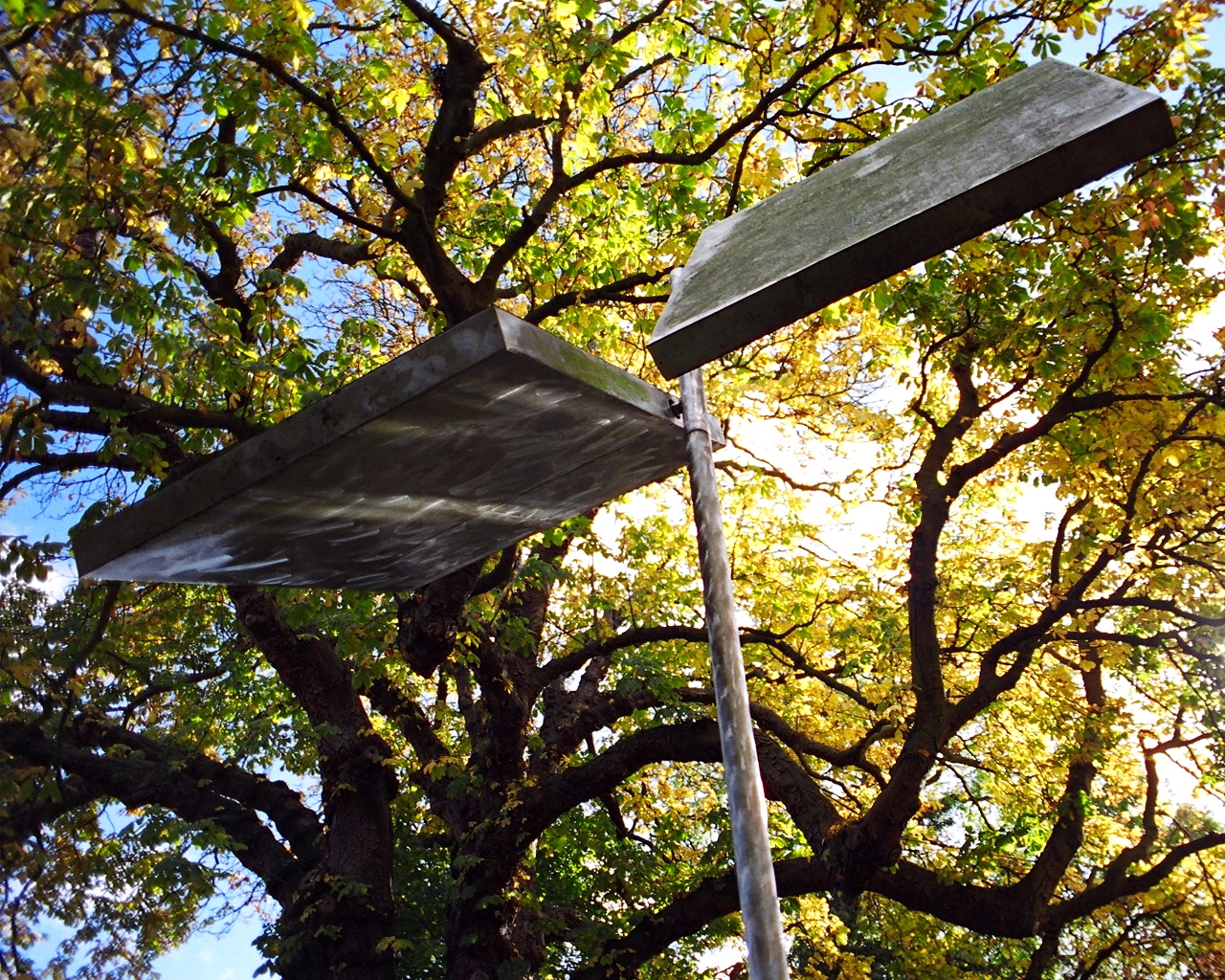
Holywell Manor, Oxford
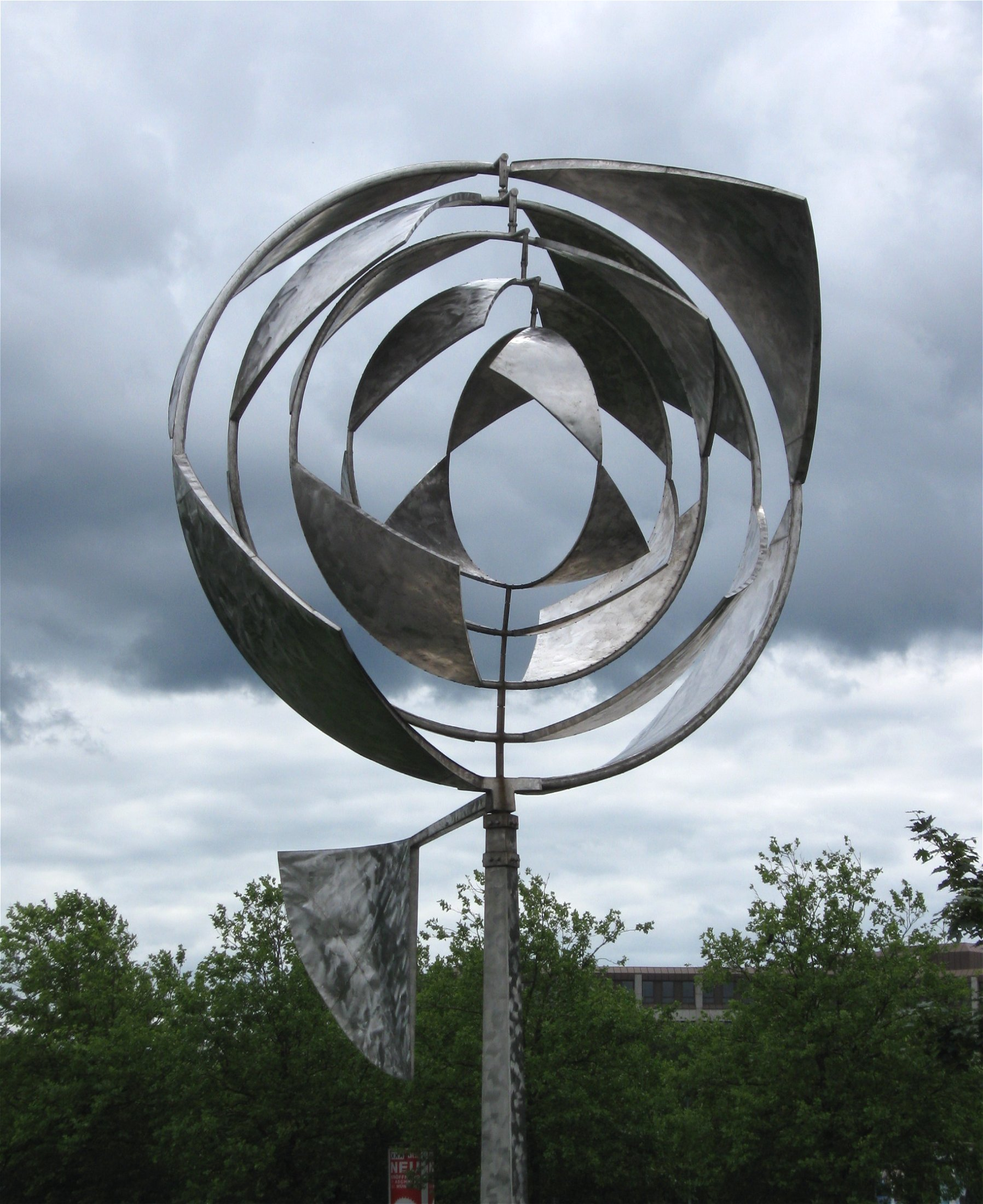
Space Churn (1972) in München-Neuperlach